# Kłubowce
Kłubowce (ukr. Клубівці, Kłubiwci) – wieś na Ukrainie, w obwodzie iwanofrankiwskim, w rejonie tyśmienickim.
Pod koniec XIX wieku wieś w powiecie tłumackim. W II Rzeczypospolitej wieś w powiecie tłumackim województwa stanisławowskiego. 
W lutym 1944 nacjonaliści ukraińscy z OUN-UPA porwali ze wsi i zamordowali 5 Polaków - 3 mężczyzn i 2 kobiety, miejscowe nauczycielki. Ponadto 17 marca 1944 na terenie wsi Nadrożna banderowcy zamordowali mieszkańca Klubowiec Józefa Skrzypnika.
W czasie okupacji niemieckiej ukraińska mieszkanka wsi Marija Leszczuk udzielała schronienia Żydowi Menachemowi Dresherowi, za co w 1991 roku Instytut Jad Waszem uhonorował ją pośmiertnie tytułem Sprawiedliwej wśród Narodów Świata.